# Steegse Loop
De Steegse Loop is een waterloop in Noord-Brabant.
Deze loop werd gegraven om het Wijboschbroek te ontwateren. Hij begint ten noorden van de kom van Schijndel, ten noorden van de gemeentelijke milieustraat, en loopt aanvankelijk in oostelijke richting. Dan knikt hij in noordelijke richting en loopt door het Wijboschbroek om uiteindelijk in de Biezenloop uit te monden die onder de Zuid-Willemsvaart wordt geleid en in de Aa uitmondt.
Langs een deel van de Steegse Loop ligt een wandelpad.